# Dov Feigin

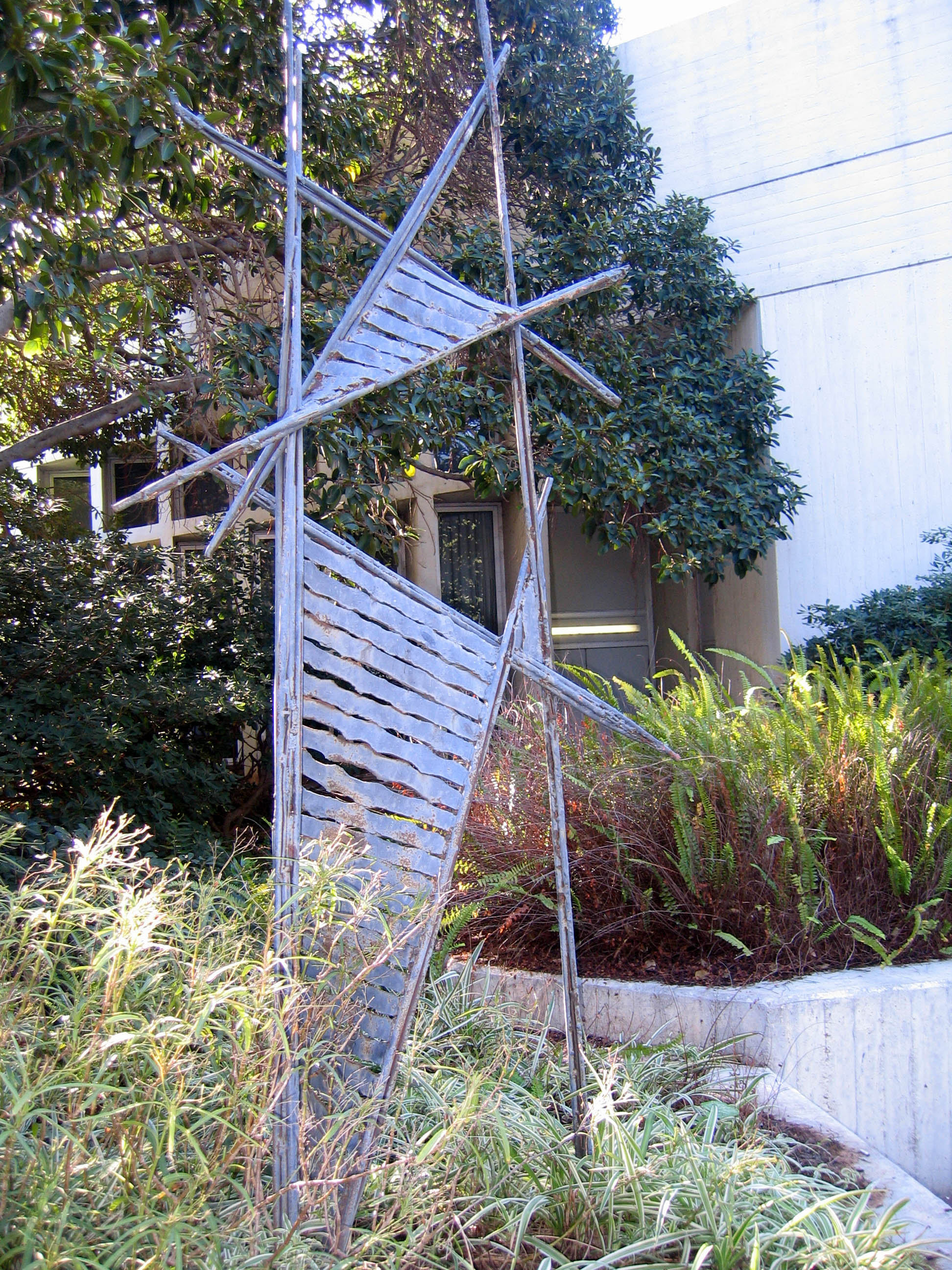
Ladderes (1957), Tel Aviv University Campus

Dov Feigin (hebräisch דב פייגין; * 1907 in Lugansk, Russisches Kaiserreich; † 2000 in Jerusalem, Israel) war ein in der Ukraine geborener israelischer Bildhauer.

## Leben und Werk
Feigins Vater war mosaischen Glaubens und ein Schneider. Feigin besuchte eine öffentliche Schule, möglicherweise eine Talmud-Schule. 1920 zog die Familie Feigin nach Gomel, wo er sich dem „Hashomer Hatzair“ anschloss, eine zionistischen Bewegung. Er wurde verhaftet und mit einer Gefängnisstrafe von drei Jahren belegt. Nach seiner Entlassung 1927 immigrierte er in das britische Mandatsgebiet Palästina, wo er einer der Pioniere des Kibbuz Afikim wurde.
1933 ging Feigin nach Paris, wo er der an École nationale supérieure des arts décoratifs aufgenommen wurde und fing ein Studium der Bildhauerei an. Seine Werke in dieser Zeit waren meistens traditionell und aus Naturstein. 1937 kehrte Feigin nach Tel-Aviv zurück. Im Jahr 1948 schloss er sich einer Künstlergruppe an, die sich „Ofakim Hadasim“ (deutsch: „Neuer Horizont“) nannte und im gleichen Jahr von Yosef Zarizky gegründet worden war. Diese Gruppe war erklärtermaßen von den neuen Kunstbewegungen Europas inspiriert.
Von 1956 an wandelte sich das Werk von Feigin unter dem Einfluss der Neuer-Horizontbewegung deutlich zu Abstrakter Kunst und er begann Metall bei der Ausführung seiner Werke zu verwenden. Seine Werke Bird, Alomot und Ladderes vergegenwärtigen eine deutlich rechtwinkelige abstrakte Struktur. Ähnlich wie der Neuer-Horizontkünstler Itzhak Danziger wurde sein Werk auch von der kulturpolitischen Bewegung der Jungen Hebräer beeinflusst. 1948 und 1962 nahm er an der Biennale Venedig teil und 1966 schuf er ein Relief im Yad Kennedy in Jerusalem, ein Monument für John F. Kennedy.
Eine seiner bekanntesten Skulpturen, Animal (deutsch: Tier) von 1958, die 2006 restauriert wurde, befindet sich auf Dauer im Skulpturenpark des Lola Beer Ebner Sculpture Garden in Tel Aviv.

## Fotogalerie

Dov Feigin im Jahr 1956
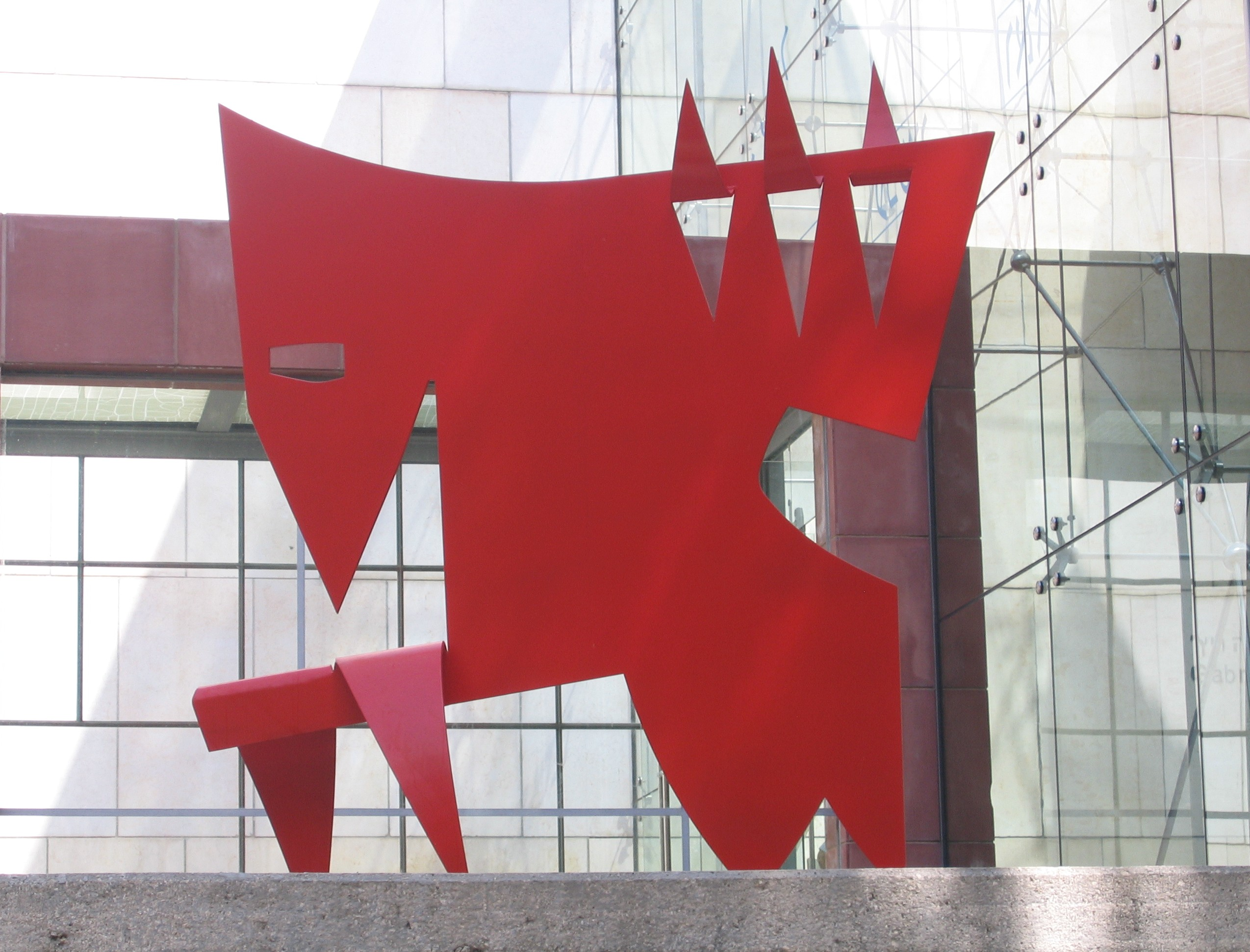
Animal (1958/2006), Tel Aviv Museum of Art
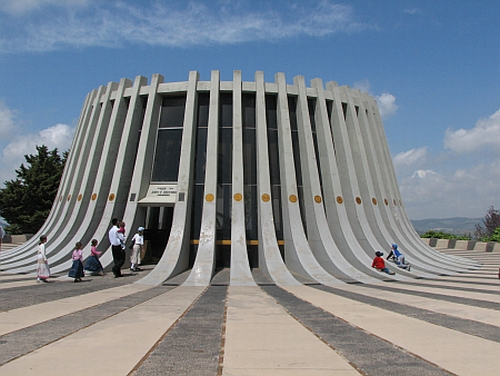
Yad Kennedy Memorial, Jerusalem
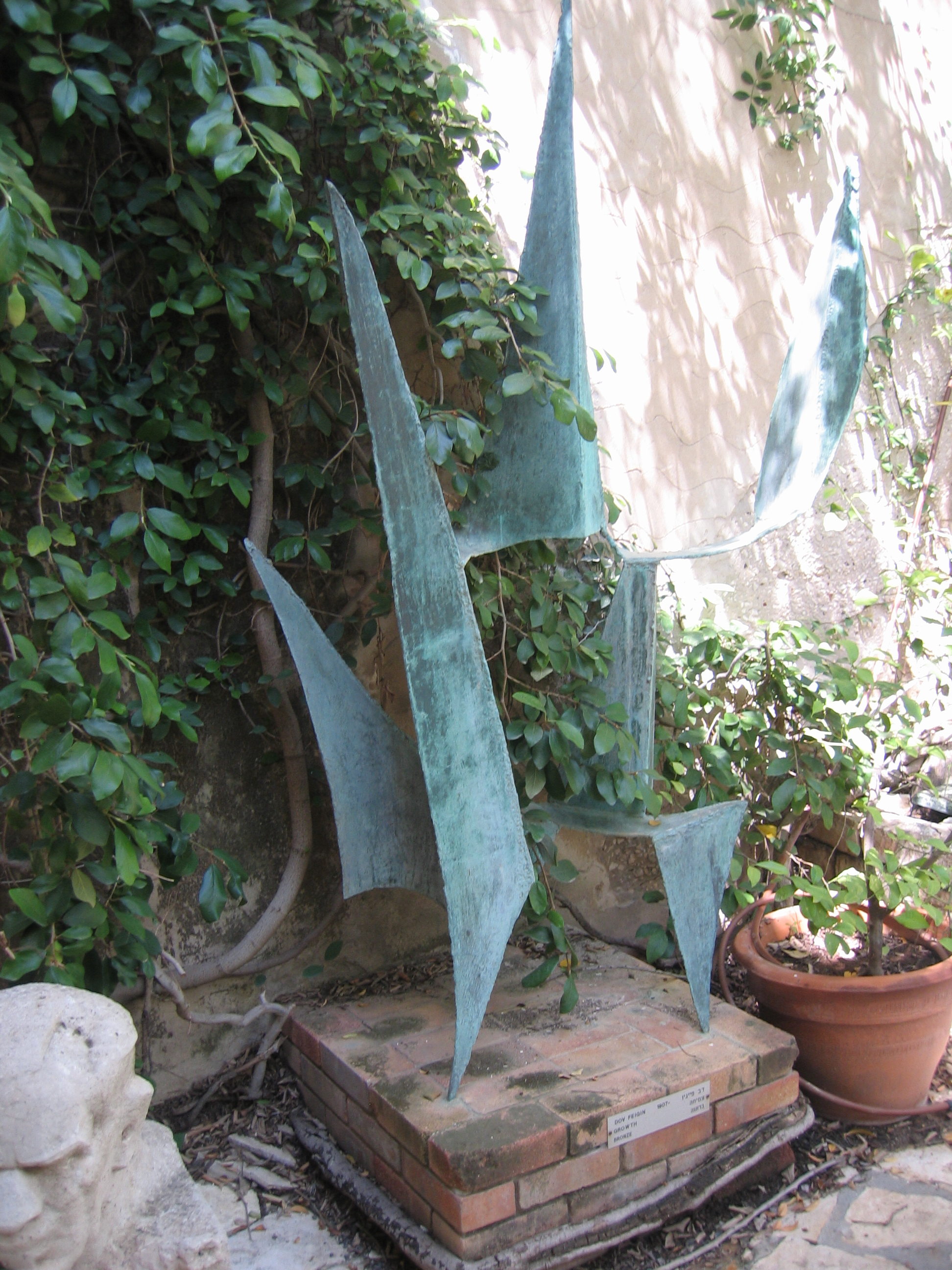
Feigin, Ein Harod
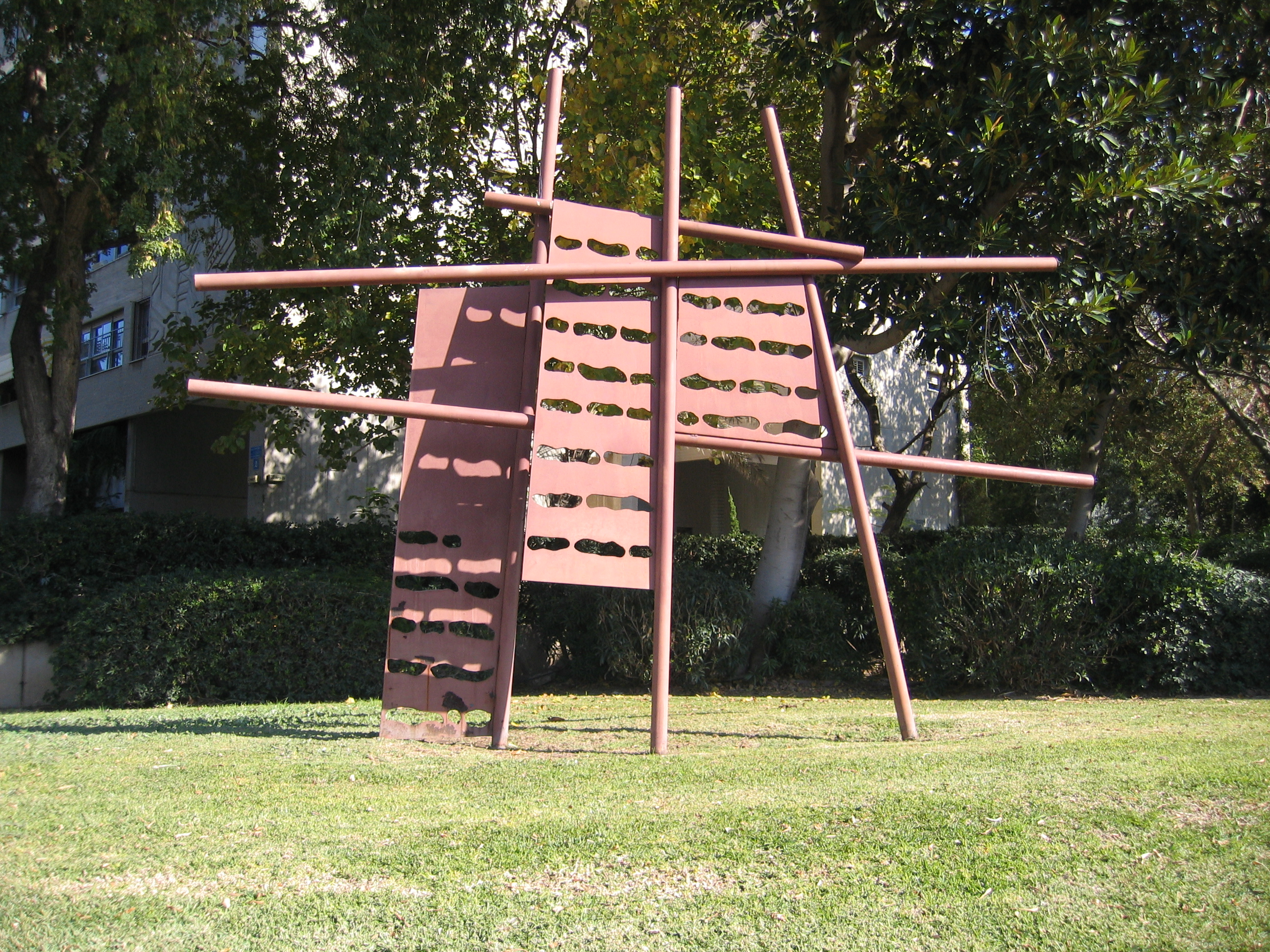
Tabernakel im Feld, Tel Aviv